# Batalla de Hòa Binh
La batalla de Hòa Binh tuvo lugar durante la guerra de Indochina entre las tropas coloniales francesas y el Việt Minh entre el 10 de noviembre de 1951 y el 25 de febrero de 1952. Las tropas francesas capturaron la ciudad de Hòa Binh, pero tuvieron que entregarla nuevamente después de defenderla contra el Viet Minh durante varios meses.

## Preludio
Después de que las tropas francesas repelieran varios intentos del Viet Minh de irrumpir en la zona del delta de Tonkín con grandes unidades militares durante el año 1951, el comandante supremo en Indochina, Jean de Lattre de Tassigny, planeó pasar entonces a la ofensiva. Fijó como objetivo de esa ofensiva la ciudad de Hóa Binh, al oeste del delta. Por un lado, los dirigentes franceses esperaban poder atraer al Viet Minh a una batalla abierta, ya que los dirigentes franceses sospechaban que en Hoa Binh había importantes rutas de suministro del Viet Minh. Además la ciudad era también el centro de la minoría Mường, que a menudo era profrancesa.

## La batalla
El 14 de noviembre de 1952, tres batallones de paracaidistas franceses desembarcaron en Hoa Binh. El mismo día, 22 batallones de infantería y artillería al igual que dos unidades blindadas del delta avanzaron a través de la Ruta Colonial 6. Las tropas francesas lograron su objetivo de ocupar la zona de Hòa Binh habiéndose topado por el camino con una resistencia casi inexistente.
El comandante en jefe vietnamita Vo Nguyen Giap ordenó una retirada evasiva de sus tropas, pero hasta diciembre había reunido tres divisiones que atacaron posteriormente Hòa Binh. Estas fueron apoyadas por otras dos divisiones que lucharon en la retaguardia francesa. El Viet Minh no pudo tomar Hòa Binh, pero sí pudo cortar a la ciudad de sus conexiones de transporte y suministro de agua. El Viet Minh utilizó por primera vez un modelo organizativo de dos niveles en Hòa Binh. Dentro de una división, se mantenía por cada unidad otra unidad en reserva en el frente y se renovaba. Esto permitió al Viet Minh sostener una ofensiva de ocho semanas. Según las estimaciones, unas 150.000 personas trabajaron como porteadores en el interior para prestar apoyo logístico a la operación.
Mantener a Hòa Binh contra esta presión constante se volvió cada vez más costoso para el bando francés, especialmente porque la situación de seguridad en el delta se volvía cada vez más difícil debido a la infiltración del Viet Minh. Después de que de Lattre tuviera que dimitir de su cargo debido a un cáncer, su sucesor Raoul Salan dio la orden de evacuar Hòa Binh en enero de 1952. La retirada de Hòa Binh se produjo en una operación de retirada que duró varias semanas para mantener bajas sus propias pérdidas.